# Plum
Plum er en talrig dansk præste- og handelsslægt, som nedstammer fra borger i Ribe, kanon- og klokkestøber Frands Madsen (1500-1570).
Hans sønner var læge, digter og professor Hans Frandsen (1532-1584), handelsmand i København Troels Frandsen (død 1588) og Peder Frandsen (ca. 1548-1608), som var byfoged i og købmand i København. Peder Frandsen giftede sig med den velhavende enke Catrine Syben. Hun var enke efter den rige hofskrædder Claus Plum, som den førstefødte søn i hustruens nye ægteskab blev opkaldt efter. Sønnen, som bar navnet Claus Pedersen Plum (1585-1649), blev professor i jura ved Københavns Universitet og senere rektor sammesteds.
Af Claus Pedersen Plums børn skal nævnes økonom ved Børnehuset, generalkirkeinspektør Johan Plum (ca. 1628-1701), borgmester i Køge Cort Plum (1639-1688) og sognepræst i Gentofte og Lyngby Frederik Plum (1643-1728), hvis sønnesøn, sognepræst i Korsør Claus Plum (1721-1781) var fader til biskop over Fyens Stift, dr.theol. Frederik Plum (1760-1834) og til apoteker i Vordingborg Anton Christoffer Rohn Plum (1754-1802); dennes søn, sognepræst i Spjellerup og Smerup, provst Peter Andreas Plum (1797-1880) var fader til professor, dr.med. Peter Andreas Julius Plum (1829-1915), til Cecilie Louise Charlotte Plum (1830-1858), gift med departementschef Christian Frederik Ricard (1830-1908) og til Ane Lovise Plum (1833-1874), der ægtede litteraturhistorikeren Carl Frederik Vilhelm Mathildus Rosenberg (1829-1885).
Biskop Frederik Plum (1760-1834) var fader til Hanne Antonie Jacobine Christiane Plum (1798-1878), gift med købmand Hans Brøchner Bruun (1793-1863), og til Frederik Plums søn, sognepræst i Tårnby Niels Munk Plum (1803-1865). Niels Munk Plum og dennes hustru Charlotte Elisabeth Plum, f. Blædel (1811-1893) var forældre til Anna Elisabeth (Elisa) Bøgh, f. Plum (1836-1910), gift med forfatteren Frederik Bøgh (1836-1882), til købmændene i Assens Niels Munk Plum (1841-1905) og Frederik Plum (1835-1905) (firmaet N.M. og F. Plum, grundlagt 1875), til dyrlæge Carl August Frederik Plum (1842-1927) – som var fader til kunstmaleren Niels Munk Plum (1878-1959) og til Carl Ejnar Plum (1891-1930) -, til grosserer Thorvald Plum (1844-1923) samt grosserer Sophus Munk Plum (1847-1904).
Carl Ejnar Plum (1891-1930) var fader til Carl Munk Plum, atleten Jørgen Munk Plum (1925-2011) samt landsretssagfører Eskild Plum (1924-2011), som var fader til skuespiller Mette Munk Plum (født 1956).
Købmand Niels Munk Plum var far til købmand Kay Munk Plum (1878-1936), til finansmanden Harald Skovby Plum (1881-1929), som begik selvmord på Thorø som hovedmand i en større erhvervsskandale og til cand.polyt., ingeniør Niels Munk Plum (1882-1942), som var far til civilingeniør Niels Munk Plum (1911-1986), der var politisk aktiv i VS. Han var fader til madskribenten Camilla Plum (født 1956). Niels Munk Plums bror, Harald Plum (1920-1993), var arkitekt og ligeledes aktiv på venstrefløjen. Begge brødre har stiftet fonde til gavn for socialistiske/kommunistiske formål. Arkitekt Harald Plum var fader til fire sønner: Skibstømrer Morten Plum, som fra 1971 til sin død i 2000 boede i kollektivet Slotsgården i Ollerup, arkitekt og gøgler Søren Plum, som boede i Århus til sin død i 2008, filmfotograf Simon Plum (født 1948), som i 25 år var chef for filmselskabet Film & Lyd, samt forfatteren Mikkel Plum, ligeledes Slotsgården, Ollerup, der har beskrevet miljøet i den stenrige, men kommunistiske Plum-familie med kritiske briller.
Smørgrosserer Sophus Munk Plum (1847-1904) var fader til Niels Munk Plum (1880-1957), dr.theol. og professor i dogmatik og nytestamentlig eksegese, 1942-50 biskop over Lolland-Falster Stift, til grosserer Paul Munk Plum (1883-1934), til kontorchef i Dansk Dampskibs Rederiforening Sophus Munk Plum (1885-1939) – som var fader til konstruktør i KTAS Ole Munk Plum (1915-1978) -, til ørelægen, dr.med. Aage Munk Plum (1887-1941), til smørgrosserer Inger Marie Plum (1889-1965), der blev leder af P.M. Plum Eksport-Kompagni, til forsøgsleder, dyrlæge, dr.med.vet. Nicolai Thorvald Munk Plum (1890-1963) samt til afdelingsleder Jens Julius Munk Plum (1899-1968), som var fader til direktør Svend Munk Plum (1926-1976).
Grosserer Thorvald Plum (1844-1923) var fader til grosserer Erik Plum (1887-1958). Købmand i Assens, agent Frederik Plum (1835-1905) var fader til direktør i Folkebanken Frederik Carl Bretteville Plum (1873-1937) og til købmand Thorvald Sophus Bretteville Plum (1876-1941), som var fader til professor dr.med. og en kendt børnelæge Preben Bretteville Plum (1906-2002).
Ovennævnte generalkirkeinspektør Johan Plum (ca. 1628-1701) var fader til sognepræst i Vetterslev og Høm Claus Johansen Plum (1699-1739), af hvis børn skal nævnes Agnete Plum (1718-1787), gift med materialforvalter, bygningskommissær Frantz Dajon (1719-1794), og grosserer, borgerkaptajn i København Adam Christian Plum (1714-1795), der var oldefader til genremaler Poul August Plum (1815-1876), der var søn af vinhandler, løjtnant, senere toldbetjent Hans Jacob Plum (1783-1835).
Claus Johansen Plum var desuden fader til krigsråd Claus Plum til Tiselholt (1716-1803), som var fader til urtekræmmer Frederik Christian Plum (1758-1796), som var fader til toldinspektør på Ærø Christian Frederik Ludvig Plum (1792-1869), som var fader til Frederik Christian Plum (1818-1868), som var fader til snedkermester og møbelfabrikant i København Christian Frederik Ludvig Plum (1849-1921) var fader til overretssagfører Carl Plum (1889-1956).